# Макросоціологія
Макросоціоло́гія — галузь соціологічного знання, що орієнтується на вивчення великих соціальних процесів та аналіз цілісних соціальних груп та систем, таких як суспільство, цивілізація і т. д.

## Загальна характеристика
Макросоціологія вивчає соціальні структури, спільності, великі соціальні групи, шари, системи і процеси, які в них відбуваються. Відмінною рисою макросоціології є те, що вона не потребує детального розгляду конкретних проблем і ситуацій, а націлена на їх комплексне вивчення. При вивченні суспільства макросоціологи відштовхувались від тієї ідеї, що суспільство в цілому важливіше, ніж один окремий індивід. Вони вважали, що суспільство є первинним, а індивід — вторинним (він такий, яке є суспільство, в якому він народився і сформувався). Отже, можна зробити висновок, що предметом макросоціології є надіндивідуальні структури.

## Зв'язок мікросоціології і макросоціології
Серед двох підходів у соціології — мікро- і макросоціології першою з'явилась саме макросоціологія, яка займалася вивченням та створенням теорії, що стосувалися великих соціальних груп або масових соціальних процесів. Мікросоціологія, яка з'явилася пізніше і займалася вивченням поведінки індивідів у різних соціальних умовах, мотивації їхніх вчинків, механізмів міжособистісних взаємодій та іншої конкретної проблематики. В мікросоціології на відміну від макросоціології значно менше значення надається теоретизуванню, адже вона виконує більш прикладну функцію. Проте макро- і мікросоціологія є досить взаємопов'язані, адже, як теоретичний рівень соціології не може повноцінно існувати без практичного, так і вивчення більших структур неможливе без дослідження його складових частин та зв'язків між ними. Дж. С. Колмен розробив концепцію мікро-макро переходів, аби посилити пояснювальний потенціал соціологічного теоретизування та уникнути розриву між рівнями. Ця концепція вплинула на розвиток емпіричних досліджень.

## Основні концепції макросоціології
Основними концепціями макросоціології є такі, які зробили значний внесок у її теоретизування ідеями, в яких дослідники намагалися дати цілісну картину суспільства загалом та зрозуміти його суть:
1. Еміль Дюркгейм, Т. Парсонс. Структурний функціоналізм. (методологічний підхід в соціології, що полягає в трактуванні суспільства як соціальної системи, що має свою структуру та механізми взаємодії структурних елементів, кожен з яких виконує власну функцію.)
2. К. Маркс. Теорія соціального конфлікту. (напрям соціології, що визнає і досліджує конфлікт як найважливіший фактор суспільного розвитку)
3. К. Леві-Строс. Структуралізм (одним з основних положень структуралізму є твердження про те, що соціальні і культурні явища не мають самостійної субстанційної природи, а визначаються своєю внутрішньою структурою (тобто системою відносин між внутрішніми структурними елементами), і системою відносин з іншими явищами у відповідних соціальних і культурних системах. Структуралізм ставить за мету пояснити, як ці соціальні інститути, які можуть бути виявлені в рамках структурного аналізу, стають можливими у людському досвіді)